# Дондук-Омбо
Дондук-Омбо (д/н — 21 березня 1741) — 3-й калмицький хан у 1735—1741 роках.

## Життєпис
Онук хана Аюки, син Гунджапа, нойона Цохурського улуса. Про дату народження обмаль відомостей. Втім відомо, що у 1724 році його батька вже не було вживих. В цей час починається боротьба за владу після смерті Аюки. На нього претендували Досанг (онук Аюки, син офіційного спадкоємця Чакдор-Джаба), Доржі Назар (син Аюки і російський кандидат), Дондук-Омбо, якого підтримувала Дармабала, впливова удова Аюки. Побоюючись посилення Калмицького ханства та підтримуючи усобиці в ньому, астраханський губернатор Артемій Волинський призначив Церен-Дондука. 1702 року після смерті батька Багацохурський улус. Іншу частину отримав його брат.
У Калмицькому ханстві стали формуватися угруповання, які підтримували різних претендентів на престол. Навколо Дондук-Омбо зібралися незадоволені правлінням ставленика російського уряду Церен-Дондука. 1 травня 1731 року новий астраханський губернатор Іван Ізмайлов офіційно оголосив Церен-Дондука ханом. 9 листопада 1731 року брат Церен-Дондука, Галдан-Данджин, із двома тисячами воїнів напав на Дондук-Омбо, але відбив напад, змусивши супротивника тікати до Царицина.
Дондук-Омбо, щоб не вступати в конфлікт із російською владою, пішов на Кубань, де прийняв підданство Османської імперії. 1734 року в рамках підготовки до війни з останньою російський уряд відправив до Дондук-Омбо донського старшину Данила Єфремова з пропозицією повернутися до Росії, де отримати владу над Калмицьким ханством. В свою чергу кримський хан Каплан I Ґерай надав Дондук-Омбо титул сераскера кубанської орди. Втім зрештою той прийняв російську пропозицію.
7 березня 1735 року Дондук-Омбо був оголошений «головним управителем калмиків». 14 листопада того ж року він, повернувшись на Волгу, склав присягу на вірність Російської імперіх. Під час наступних військових кампанії проти татар і османів відправляв калмиків для участі на російському боці. Особисто відзначився у поході 1736 року на Кубань, завдавши поразки племені навруз-улу (з Малих Ногаїв), переселивши племена
солтан-улу і каспулат-улу на Куму, де ті стали сплачувати данину калмицькому хану. За наказом імператриці Анни I 11 серпня 1736 року за службу Дондук-Омбо отримав додаткову платню у розмірі 2500 карб., внаслідок чого його платня стала становити 5 тис. карб. та 2 тис. чвертів хліба на рік.
3 березня 1737 року офіційно оголошений калмицьким ханом. Його правління характеризується єдиновладдям — проводив політику жорсткого управління, іноді фізично розправляючись зі своїми супротивниками. Чисельність калмицького війська при ньому сягала 50 тис. вояків. Водночас проводив політику на збереження якамогобільшої самостійності ханства.
1738 року оголосив своїм спадкоємцем сина Рандула. Натомість його інший син Галдан-Норбо, що в цейчас очолював похід проти казахів, виступив проти Дондук-Омбо. Після втручання російського уряду конфлікт між ними було припинено. Галдан-Норбо, на вимогу хана було вислано до Казані. 1739 року таємно попередив хівинського хана Аллакулі про російський похід на Хіву, чим допоміг тому підготовитися до опору.
1740 року під тиском російського уряду, що бажав обмежити вплив калмицького хану та його доходи, Дондук-Омбо вимушен був відмовитися від данини, яку отримував від ногайських племен солтан-улу і каспулат-улу. Помер хан 1741 року. Після цього калмицьким ханом після нетривалої війни став його стриєчний брат Дондук-Даши.